# 前754年
| 千纪： | 前1千纪 |
| 世纪： | 前9世纪 \| 前8世纪 \| 前7世纪 |
| 年代： | 前780年代 \| 前770年代 \| 前760年代 \| 前750年代 \| 前740年代 \| 前730年代 \| 前720年代 |
| 年份： | 前759年 \| 前758年 \| 前757年 \| 前756年 \| 前755年 \| 前754年 \| 前753年 \| 前752年 \| 前751年 \| 前750年 \| 前749年                                                                                        |
| 纪年： | 丁亥年（豬年）；周平王十七年；周攜王十七年；魯惠公十五年；齊莊公四十一年；晉文侯二十七年；秦文公十二年；楚霄敖四年；宋武公十二年；衛莊公四年；陳文公元年；蔡戴侯六年；曹桓公三年；鄭武公十七年；燕鄭侯十一年 |

## 大事記
- 宋武公在位期間，鄋瞞討伐宋國。[1]

## 出生
- 大叔段，鄭國人。[2]
- 陳文公、陳佗，陳國人。[3]